# アニマル・スピリット

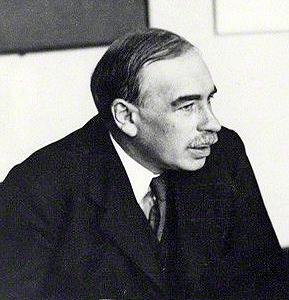
提唱者のケインズ

アニマル・スピリット（英: animal spirits）は、ケインズが1936年の著作『雇用・利子および貨幣の一般理論』で用いた用語で、経済活動にしばしば見られる主観的で非合理的な動機や行動を指す。経済活動はデータに基づく数学的な合理性に則って決定され実行されることが多いが、現実には不確実な状況の中で感情的な期待にも左右されるものであり、そうした不穏で首尾一貫しない心理をケインズは「アニマル・スピリット」と名付け、経済に与える影響を重視した。「血気」「野心的意欲」「動物的な衝動」とも訳される。アダム・スミスの「見えざる手」が経済の安定性が実現する原理を古典派経済学の文脈で説明するものならば、ケインズが言う「アニマル・スピリット」は資本主義経済において不安定性が顕現する原理を説明するものといえる。

## ケインズによるもの
ケインズは『雇用・利子および貨幣の一般理論』で次のように記した。

## ケインズ以前

### 哲学、社会科学において
「アニマル・スピリット」という言葉は古代ローマの医師ガレノス（2世紀）の著作がその起源として昔から引用されている。ウィリアム・サファイアはこのフレーズの起源について、2009年に著した『アニマル・スピリットという語について』(On Language: 'Animal Spirits') で次のように考察した。
トマス・ホッブズは「アニマル・スピリット」というフレーズを、条件反射的な感情や本能という意味で使い、それは呼吸のような先天的な作用と同様のものだった。
社会科学においては、カール・マルクスは資本論第一巻の1887年の英訳で「アニマル・スピリット」に言及しており、それは資本家が自らの工場で労働者同士の社会的相互作用と競争心を利用して駆り立てるものとして、逆に単純作業を繰り返す組み立てライン労働に押し込めることで抑圧するものとして、言及される。
近年の研究によると、「アニマル・スピリット」という言葉はケインズが1905年に学んだ心理学の本で使われており、ケインズは人間の本能に関する発展的な理解を暗示的に生かしたのではないかとみられている。

### 同時代およびそれ以前での用法
「アニマル・スピリット」はヴィクトリア朝時代末期からエドワード朝時代にかけて、ダリッジ・カレッジに通ったP・G・ウッドハウス（イートン・カレッジに通ったケインズより2歳年長）のようなパブリック・スクールの学生が使った婉曲表現だった。ウッドハウスとアーサー・コナン・ドイルは第一次世界大戦以前のパブリック・スクールの学生に愛読されていた。ドイル自身はケインズが生まれた1883年にアニマル・スピリットというフレーズを使っている。
ウッドハウスによる2つの用例は、1909年の『マイク』で、この本は後に『ライキンでのマイク』(Mike at Wrykyn) と『マイクとスミス』(Mike and Psmith) の二部に分冊され再刊された。そこで言う「アニマル・スピリット」とは、何らかの制約に直面して、何であれ規則の文面を拡大解釈すればよいのだという的を射た助言、意見、忠告に基づいて、精力的かつ慎重に行動するという、権威に対する若々しい態度を意味する。それは「平常な」ふるまいと見做されるものに対して暫時できる限りの混乱をもたらそうとするものだった。平静さを取り戻すにあたり、しかるべき立場の者から厳しい処罰が下されたり、そのようなふるまいが繰り返されないよう規則が書き直されたりすることもあった。
ウッドハウスは後者の例において、ダウニング氏の驚きを喜劇に仕立てることでアンチテーゼを用いている。確かに、温和でお洒落なスミスよりもアニマル・スピリットに感化されなさそうな者はいなかっただろう。
ケンブリッジ大学のジョン・コウツは、向こう見ずさ、無頓着さ、無謀さといったどちらかというと非建設的な特質が、活発さやリーダーシップといった特性と共存するという、よく知られた英エドワード朝時代のパブリック・スクールにあった直観力を肯定している。コウツはこれをホルモン・バランスの変動に帰している。テストステロンの異常な亢進は個人的な成功をもたらすかもしれないが、集団的な過度の攻撃性、自信過剰、群衆行動も起こしかねないものであり、一方でコルチゾールの亢進は非合理的な悲観論とリスク忌避を助長する。